# Wu Yanni
Wu Yanni, född 28 juli 1997, är en friidrottare från Kina. Hon deltog vid olympiska sommarspelen 2024.